# Ozma, la princesse d'Oz
Ozma, la princesse d'Oz (Ozma of Oz), publié le 29 juillet 1907, est le troisième livre de la série du pays d'Oz de L. Frank Baum.
C'est le premier roman où Baum montre clairement son intention de faire une série de livres d'Oz. C'est aussi le premier où la plus grande part de l'action a lieu en dehors du pays d'Oz. Seuls les deux derniers chapitres prennent place à Oz.  On y retrouve Dorothy Gale, princesse Ozma, Tik-Tok, l'épouvantail, le bûcheron de fer blanc, le lion peureux et Glinda. Le livre est illustré en couleurs par l'artiste John R. Neill.
Le roman est traduit en français en 1982 chez Flammarion sous le titre Ozma, la princesse d'Oz, puis en 2013 aux éditions du Cherche midi où il s'intitule Ozma du Pays d'Oz.